# 리본장어
리본장어(Ribbon eel)는 소형 곰치의 한 종류로써, 색댕기곰치, Leaf-nosed moray eel 또는 Bernis eel이라고도 알려져 있다. 리본장어속(familyRhinomuraena)에 속한 유일한 종이다. 일반적으로는 곰치과(familyMuraenidae)에 속하나, 몇가지 독특한 특징을 가지고 있어 리본장어과(familyRhinomuraenidae)로 따로 분류하기도 한다.

## 외형
일반적인 어린 개체는 등지느러미가 노란색인 칠흑색이다. 성체 수컷의 경우는 검은색이 파란색으로 대체되며, 성체 암컷은 전체적으로 노란색 또는 몸체의 뒤쪽에 파란색이 약간 섞인 노란색이다. 사육 상태에서는 색상 변화가 성숙도나 성별과 관련성이 없다. 넓은 앞쪽 콧구멍(anterior nostrils)과 넓게 벌어지는 턱이 특징이며, 덕분에 쉽게 눈에 띈다.

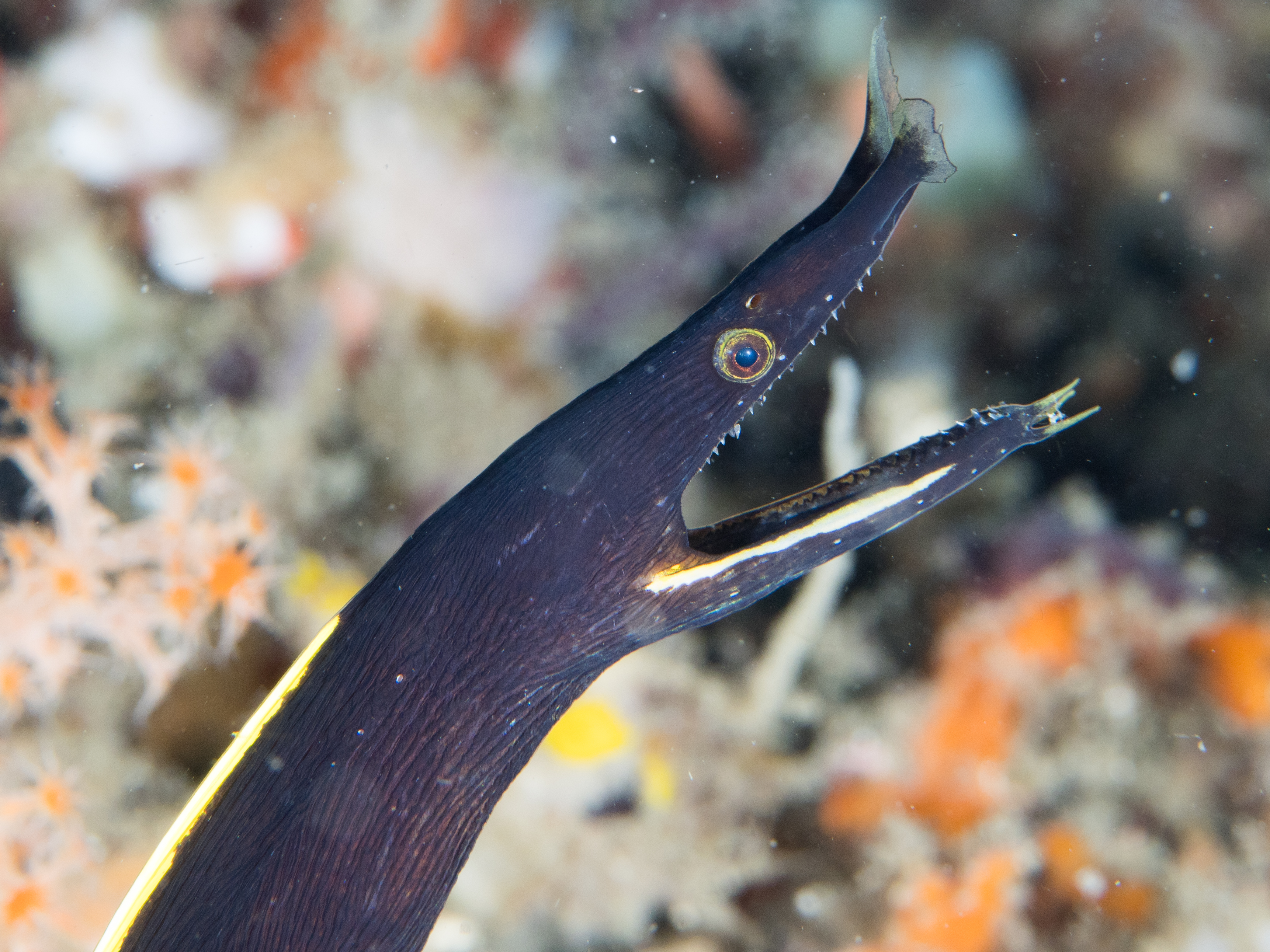
리본장어의 어린 개체(juvenile stage)

푸른 수컷 성체의 길이는 65~94cm인 반면, 더 큰 노란 암컷의 성체는 130cm까지 성장할 수 있다.
길고 가는 몸과 높은 등지러미를 가진 외형 덕에 신화 속 중국의 용과 닮았다는 설이 있다.
리본장어는 주로 산호나 바위 틈에 숨어 있어, 몸통 전체를 보는 것은 어려운 일이다.

## 서식지
널리 분포해 있으며, 동아프리카에서 일본 남부, 호주, 프랑스령 폴리네시아에 이르는 인도-태평양의 석호와 암초에서 주로 서식한다.
인도네시아 바다에서 약 60m 정도의 매우 얕은 모래와 바위 틈에서 머리와 앞몸통이 돌출된 채로 다이버들에게 자주 목격된다.

## 번식
관찰된 색상 변화에 따르면, 리본장어는 일반적으로 처음에는 수컷이었다가 암컷으로 성을 전환하는 자웅동체(a protandric Hermaphrodite)로 추정하나, 정확하게 확인된 바는 없다. 곰치과 중에 자웅동체인 종이 존재하나, 특정 성을 갖고 태어나 성전환을 하는 종은 리본장어가 유일하다.
이러한 색상 변화 때문에 과거에는 이들을 서로 다른 종으로 분류하였다. R. quaesita는 푸른 개체에게, R. amboinensis는 검은 개체에게 사용하였으나 현재는 같은 종으로 분류한다.

## 사육
대부분의 리본장어는 포획 상태에서 한 달 이상 사는 경우가 거의 없고, 생먹이만 취급하는 까다로움 때문에 사육 난이도는 매우 높은 편이다. 2년 이상 생존하여 사육한 사례가 있으나, 대부분 포획된 이후에 입을 절대 열지 않는 경우가 허다하다.
유럽과 북미의 몇몇 공공 아쿠아리움에서 산란을 성공한 사례가 있다고 한다.